# Leung Chun-ying
Leung Chun-ying (梁振英 ; en jyutping : Loeng4 Zan3 Jing1 [lœːŋ˨˩ tsɐn˧ jɪŋ˥] ; en pinyin Liáng Zhènyīng), né le 12 août 1954, est un homme politique hong-kongais. Il est chef de l'exécutif de Hong Kong de 2012 à 2017.

## Biographie

### Formation et carrière
Après avoir étudié à Hong Kong puis à Bristol, Leung Chun-ying rentre à Hong Kong en 1977 et travaille pour l'entreprise immobilière Jones Lang Wootton. En 1993, il crée sa propre entreprise d'expert en géodésie, qui a rejoint en 2000 l'entreprise internationale de gestion immobilière DTZ[réf. nécessaire]. Leung Chun-ying a été président du conseil de la Lignan University (1999-2008) ainsi que de la City University of Hong Kong[réf. nécessaire]. Par ailleurs, il a eu très tôt des liens politiques avec la Chine populaire. Des rumeurs ont circulé sur son appartenance secrète au Parti communiste, mais l'intéressé a démenti ces informations,. Leung Chun-ying est membre de la Conférence consultative politique du peuple chinois et président de l'institut Un pays, deux systèmes.

### Élection à la tête de l'exécutif hong-kongais
Peu de temps avant le scrutin du 25 mars 2012, le Premier ministre chinois Wen Jiabao avait donné son soutien à Leung Chun-ying. Celui-ci est élu par 689 voix sur les 1200 dont est composé le collège des électeurs hongkongais. Il a ainsi écarté ses deux adversaires, Albert Ho et Henry Tang, son prédécesseur à la tête de l'exécutif hongkongais. Une manifestation rassemblant 5300 personnes selon la police et 15000 selon les organisateurs a eu lieu le 1er avril 2012, pour réclamer le suffrage universel ainsi pour protester contre l'intervention de Pékin dans les élections. L'entrée en fonction de Leung Chun-ying a lieu le 1er juillet 2012.

### Réforme du suffrage universel
Dès lors, Leung est surnommé « 689 », faisant référence au nombre de votes portées au comité électoral – critiqué lui-même pour manquer de légitimité – lors de son élection en 2012. Ce surnom est exploité par ses critiques pour souligner le manque de soutien par peuple,,,.
Peu de temps après l'annonce de la réforme du suffrage universel concernant les élections du chef de l’exécutif hongkongais acceptée par Leung, des manifestations de désapprobations ne tardent pas à se faire entendre en octobre 2014. Les manifestants réclamant la démission du chef de l’exécutif, Leung refuse et accuse les manifestants de "manque de sincérité" et de "tactique furtive" et insiste sur les perturbations sur les écoles et le travail des fonctionnaires. Il reçoit le soutien du président Xi Jinping et refuse de considérer le mouvement des parapluies comme une révolution tout en affirmant que sa démission n'amènerait à rien. Il affirme aussi que l'utilisation de gaz lacrymogène par la police s'est faite sans aucune distinction politique. Il accuse les pays du monde entier d'être derrière les manifestants et ajoute que Hong Kong a plus de chance que Pékin concernant l'intervention de l'armée pendant les manifestations de Tiananmen.
Voulant briguer un second mandat, il se retire toutefois officiellement pour des raisons familiales en décembre 2016. Officieusement pourtant, la raison est à chercher du côté de son bilan, lors duquel la société hongkongaise s'est considérablement divisée et où le sujet de l'indépendance de Hong-Kong est devenu majeur, au grand dam de Pékin. Sa popularité a par ailleurs plongé dans les sondages. Carrie Lam lui succède le 1er juillet 2017.

## Controverses

### Evasion fiscale
En octobre 2021, son nom est cité dans les Pandora Papers.